# Neuroot
Neuroot is sinds 1980 een Nederlandse hardcorepunkband.

## Biografie
De band werd in 1980 opgericht door Marcel Stol in Doesburg, met zanger Schaar (Leon Dekker) en gitarist Wouter Noordhoff, H.P. (Hans Peter van Beuzekom) op drums en Marcel als basgitarist. Het eerste optreden was in 1980 in een kraakpand in Zutphen. Daarna kwamen in 1981 de eerste optredens in Arnhem in café Het Luifeltje en in november in de Jacobiberg. Zanger Schaar werd vervangen door Wouter op zang. Ed (Edwin van Dalen) kwam de band aanvullen als gitarist, afkomstig van de waveband Anne Frank & de Razzia's. Eerste optredens in de tweede bezetting waren in 1982 op het Antifascisme Festival en als support van the Blitz (UK), beide in de Stokvishal; het optreden op het Antifascisme Festival is in kleine oplage uitgegeven op MC als 'Live Stokvishal 1982')  In 1983 werd een muziek cassette opgenomen in Venlo voor het cassettelabel Limbabwe die zeer positief werd ontvangen door fanzines zoals Koekrant en MaximumRocknroll; de MC werd in 2009 opnieuw uitgegeven als Vinyl Album op het Nederlands / Duitse label Coalition / Prügelprinz) In 1985 werd drummer H.P. door Django Hebing vervangen, een jaar later opgevolgd door Piet Scritic (o.a Idiots (GER)). Met Django worden zes nummers opgenomen in Emma's Koeienverhuurbedrijf van Dolf Planteijdt, toen gevestigd in het Amsterdamse kraakpand Emma. Vier nummers belanden op de in eigen beheer uitgegeven EP 'Right is Might'; de zes nummers totaal belanden op een split elpee op het US label Pusmort, van de befaamde Pushead (o.a later designer voor Metallica). De zes nummers zijn in 2012 heruitgeven als Vinyl Album door het US label Havoc Rex. Met Piet werden twee nummers live opgenomen in de Amsterdamse Emma voor een 'Remember Soweto' ANC-benefiet sampler. In de jaren 1987-1988 drumde Ben (Jacco Benders) in de band. Met hem werd het Album 'Plead Insanity' opgenomen in de Tango Studio in Eindhoven voor het Belgische Hageland Hardcore Label (Rereleased in 2021 op het Duitse Power it Up label). Neuroot speelde in de jaren tachtig vooral in Nederland, Duitsland, België en Kopenhagen. Na de tournee van 1988 (o.a. met Napalm Death) in Engeland stopt de band.
In de jaren 1984 -1990 is oprichter en bassist Marcel Stol ook medeoprichter en drijvende kracht achter het ontstaan en ontwikkeling van het internationaal bekende Punk podium De Goudvishal. Hij is daar programmeur, poster designer, voorzitter en in de jaren 2018-2022 drijvende kracht achter de uitgaven van de twee live elpees 'Live at Goudvishal 1984-1990' Volume 1 en Volume 2 en, samen met Henk Wentink, het boek 'Goudvishal: DIY or Die! Punk in Arnhem, Holland 1977-1990'     

## Doorstart
In 2012 maakt de band een doorstart om een nieuw nummer op te nemen voor de lp Punk's not deaf met Ares Lux als nieuwe drummer onder de projectnaam 'Neuroot DeLuxe'. . In 2018 verlaat gitarist Edwin de band, vlak na de release van de nieuwe lp 'Obuy and Die' op het Duitse Civilisation Records en vlak voor de eerste Azië Tour naar Noord-China. Frank Capello de nieuwe vaste gitarist. Marcel gaat de leadzang naast het bassen erbij doen en Ares Lux drumt. De eerste Azië Tour voert langs steden als Beijing, Xian, Chengdu, Wuhan en Shanghai. In 2019 wordt in deze bezetting een nieuwe Vinyl EP met vijf nummers ('Nazi-Frei' EP) opgenomen in de Vuurland Studio in Utrecht voor het US / UK fanzine Artcore. Ook wordt er een tweede Azië tour ondernomen, dit keer naar Zuid China, Taiwan en Japan, waarbij onder meer Hong Kong, Macau, Taipeh, Tokio en Osaka worden aangedaan. Voor deze gelegenheid wordt de volledige discografie tot dat moment, onder de naam 'Neurology', uitgegeven als 2xCD door het Japanse label Break the Records.
In 2021 wordt de lp Plead Insanity opnieuw uitgegeven (met nieuwe hoes) op het Duitse Label Power it Up! en in 2022 geeft het Duitse label Give em Hell / Threat from the Past een Neuroot 'pakket' uit, onder de naam 'Raw / Rare 1982-1988' met daarin een lp en cd met live, demo- en repetitie opnames alsmede een reproductie van de Right is Might 7" vinyl EP.
Begin 2023 is er sprake van wijzigingen in de bezetting met OG-drummer Jaco en nieuweling Luca op gitaar. In deze bezetting werd in mei 2023 Maleisië en Singapore aangedaan en in september van dat jaar Thailand, Cambodja en Indonesië. Vervolgens werd in april en mei van 2024 een USA-toer gedaan met optredens aan de oostkust en de westkust. Afsluitend is er een optreden in Reykjavik (IJsland) en daarna, in augustus 2024, een toer door Europa, langs Italië, Kroatië, Oostenrijk, Hongarije, Tsjechië en Duitsland. In september van 2024 komt met hulp van een externe partij de lp False profit uit. Kant A van deze lp bevat nieuwe nummers, en kant B bevat nummers van de Nazi frei ep. In 2025 ondernam de band weer een tour naar Zuidoost-Azië en naar Australië.

## Discografie
- Live Stokvishal 1982 - muziekcassette (MC) / Smeul Productions (eigen beheer)  (NED) 1982
- Macht Kaput Wass Euch Kaput Macht - muziekcassette (MC) Limbabwe / Smeul Productions (eigen beheer) (NED) 1983
- Right Is Might - 7" vinyl ep / Smeul Productions (eigen beheer) (NED) 1986
- Neuroot/Fratricide - 12" vinyl split lp Neuroot/Fratricide (CAN) / Pusmort (USA) 1986
- Plead Insanity - 12" vinyl album / Hageland Records (BEL) 1988
- Macht Kaput Wass Euch Kaput Macht - 12" vinyl album / rerelease Coalition Records / Prugel Prinz (NED / GER) 2009
- Right is Might - 12" vinyl album rerelease / Havoc Rex (USA) 2012
- Obuy and Die - 12" vinyl album / Civilisation Records (GER) 2018
- Nazi-Frei - Vinyl 7" ep / Artcore Fanzine (USA / GBR) 2019
- Neurology - 2x cd (dubbelcd) Discography / Break the Records (JAP) 2019
- Plead Insanity- vinyl 12" album rerelease / Power-it-up (GER) 2021
- Raw / Rare 1982-1988 - vinyl 12" lp + cd  en een 7" vinyl ep - Give Em Hell (GER) 2022

- Compilaties - zie hiervoor Discogs.[3]